# Lijst van burgemeesters van Poperinge
De lijst van burgemeesters van de Belgische gemeente Poperinge.
- 1814-1830: Pieter Van Merris
- 1830-1833: Joseph Soulié
- 1833-1871: Carolus Van Renynghe de Voxvrie
- 1871-1903: Felix Berten
- 1904-1918: Felix Van Merris
- 1919-1921: Etienne Lebbe
- 1921-1936: Nestor Lahaye
- 1937-1938: Julien Vandooren
- 1939-1947: Joseph Van Walleghem
- 1947: Lucien Deschodt
- 1948-1955: Joseph Van Walleghem
- 1955-1970: Walter de Sagher
- 1970-1970: Henri Roosebeke (a.i. naar aanleiding van het overlijden van Walter de Sagher)
- 1971-1982: Albert Sansen
- 1982: Henri d'Udekem d'Acoz
- 1983-1994: Marc Mahieu
- 1995-2005: Henri d'Udekem d'Acoz
- 2005-heden: Christof Dejaegher

Brussels Hoofdstedelijk Gewest:
Anderlecht · 
Brussel

Vlaanderen:
Aalst · 
Aarschot · 
Antwerpen · 
 Asse · 
Beernem · 
Bertem · 
Blankenberge · 
Brugge · 
Damme · 
De Haan · 
De Panne · 
Deerlijk · 
Deinze · 
Eeklo · 
Evergem · 
Galmaarden · 
Geraardsbergen · 
Gent · 
Halle · 
Hasselt · 
Herent · 
Herk-de-Stad · 
Herzele · 
Heusden-Zolder · 
Houthalen-Helchteren · 
Ichtegem · 
Kaprijke · 
Knokke-Heist · 
Kortemark · 
Kortenberg · 
Kortrijk · 
Leuven · 
Lichtervelde · 
Lievegem · 
Lokeren · 
Maldegem · 
Mechelen · 
Moerbeke-Waas · 
Ninove · 
Oostende · 
Oostkamp · 
Poperinge · 
Roeselare · 
Ronse · 
Sint-Lievens-Houtem · 
Sint-Niklaas · 
Sint-Truiden · 
Temse · 
Tielt · 
Tienen · 
Tongeren · 
Torhout · 
Veurne · 
Waregem · 
Wellen · 
Wetteren · 
Wichelen · 
Zaventem · 
Zedelgem · 
Zele · 
Zonhoven · 
Zottegem

Wallonië: 
Charleroi · 
's-Gravenbrakel · 
Morlanwelz · 
Ophain-Bois-Seigneur-Isaac · 
Waver